# 893 Leopoldina
893 Leopoldina, de asemenea numit 1918 DS sau  1935 OL,  este un asteroid din centura principală, descoperit pe 31 mai 1918, de astro0nomul Max Wolf în Heidelberg, fiind denumit în onoarea Academiei Leopoldine.